# کارن بوکالرو
کارن بوکالرو (۱۹ مه ۱۹۳۳ – ۲۴ ژوئن ۱۹۹۷) یک راهبه، هنرمند تجسمی، و بنیان‌گذار و مدیر پیشین مرکز گرافیک و هنر خودیاری بود.

## اوایل زندگی و تحصیلات
کارمن رز بوکالرو در گلوب، آریزونا، از پدری زادهٔ ایتالیا به نام آلبرت بوکالرو و مادری ایتالیایی-آمریکایی به نام انی گوادانیولی زاده شد. او در کودکی همراه خانواده‌اش به لس آنجلس، کالیفرنیا نقل مکان کرد. در دوران جنگ جهانی دوم، سال اول دبیرستان خود را در ال‌پاسو، تگزاس و نزد بستگانش گذراند و سپس برای زندگی با مادر و ناپدری یهودی‌اش به لس آنجلس بازگشت. او در کالج ایمکولت هارت در لوس فلیز، کالیفرنیا تحصیل کرد و شاگرد خواهر کوریتا کنت بود. بوکالرو آموزش هنری خود را در مدرسه هنر تایلر در رم، ایتالیا ادامه داد و مدرک کارشناسی ارشد هنرهای زیبا (MFA) را در رشته چاپ از دانشگاه تمپل دریافت کرد.

## حرفه
بوکالرو در سال ۱۹۷۱ به همراه گروهی از هنرمندان چیکانو، مرکز گرافیک و هنر خودیاری را در بویل هایتس بنیان‌گذاری و نام‌گذاری کرد. او یک دستگاه چاپ تهیه کرد و کارگاه را در گاراژی راه‌اندازی کرد که توسط فرقه‌اش یعنی خواهران فرانسیس مقدس توبه و خیریه مسیحی اجاره شده بود. مرکز گرافیک و هنر خودیاری هم‌زمان هم یک استودیوی چاپ و هم یک مرکز اجتماعی بود که خواهر کارن سال‌ها مدیریت آن را بر عهده داشت. او تلاش می‌کرد عناصر فرهنگی مکزیکی را در بیشتر تولیدات استودیو و همچنین برنامه‌های آموزشی آن بگنجاند. او نقش مهمی در برگزاری نخستین جشن روز مردگان در لس آنجلس داشت. لیندا وایخو، مربی این مرکز گفته‌است: «خواهر کارن بسیار مصر بود که نمادها و تاریخ میان‌آمریکایی و مکزیکی را در آموزش جوانان ایست لس آنجلس بگنجاند.»
بوکالرو در جذب کمک‌های مالی برای برنامه بسیار متبحر بود. آموزش‌های هنری‌اش نقش مهمی در حمایت او از هنرمندان نوپا ایفا کرد. او به عنوان یک راهبه فرانسیسکن، این استودیو را مأموریت خود می‌دانست و فرقه‌اش نیز آن را به رسمیت شناخته بود، حتی زمانی که از ویلی هرون برای اجرای منظم گروه‌های پونکرو شرق لس آنجلس در استودیو حمایت می‌کرد. بوکالرو در سال ۱۹۸۸ به‌خاطر خدماتش در حمایت از جامعه هنری، جایزه «وستا» را از ساختمان زنان در لس آنجلس دریافت کرد.
بوکالرو زنده بود تا ببیند مرکز گرافیک و هنر خودیاری در سال ۱۹۹۵ در یک نمایشگاه مهم در موزه هنر لاگونا به نمایش گذاشته شود.

## زندگی شخصی و میراث
بوکالرو لباس‌های غیررسمی و سادهٔ سکولار می‌پوشید و از لباس مذهبی استفاده نمی‌کرد. «او خودش را به‌عنوان عروس مسیح وقف کرده بود، اما درعین‌حال راهبه‌ای پیشرو، سیگاری و ناسزاگو هم بود»، همکارش توماس بنیتز چنین به‌یاد می‌آورد.
کارن بوکالرو در سال ۱۹۹۷، در سن ۶۴ سالگی، بر اثر حملهٔ قلبی درگذشت. یک قربانگاه سنتی به یاد او برپا شد که با آثار هنری، عکس‌ها، بسته‌های سیگار و گل همیشه‌بهار پوشیده شده بود. در دهمین سالگرد درگذشتش، نمایشگاهی بزرگداشت خواهر کارن در مرکز گرافیک و هنر خودیاری برگزار شد. پوسترهایی از بوکالرو و دیگر هنرمندان جامعه‌اش در نمایشگاه امریکن سابر در موزه باب بولاک در سال ۲۰۱۰ به نمایش درآمد. آثار خواهر کارن همچنین در نمایشگاه «حالا اینو دریاب! هنر و لس‌آنجلس سیاه، ۱۹۶۰–۱۹۸۰» که بین سال‌های ۲۰۱۱ تا ۲۰۱۳ برگزار شد و توسط موزه همر در لس‌آنجلس سازمان‌دهی گردید، حضور داشت.
نگارخانه بی‌مرز در آستین، تگزاس با الهام از آثار کارن بوکالرو تأسیس شد. مرکز گرافیک و هنر خودیاری همچنان به‌عنوان یک نهاد اجتماعی در شرق لس‌آنجلس فعالیت می‌کند.